# Бомонт (Альберта)
Бомонт (/ˈboʊmɒnt/ BOH -mont) — город в округе Ледюк, в составе городской агломерации Эдмонтона в провинции Альберта, Канада. Он расположен на пересечении шоссе 625 и 8144, рядом с городом Эдмонтон и в 6 км к северо-востоку от города Ледюк. Индустриальный парк Ниску и международный аэропорт Эдмонтона расположены в 4 км к западу и 8 км к юго-западу соответственно.
В момент основания Бомонт был деревней, населённой преимущественно франкоканадцами. В настоящее время в городе проживает 19 236 человек. Его центр города напоминает французскую деревню с уникальной архитектурой и аллеями из красного кирпича. Он назван в честь «красивого холма», на котором в центре города расположена церковь Св. Витала, построенная в 1919 году. Название было выбрано в 1895 году в рамках петиции об открытии почтового отделения.
Бомонт получил официальный статус деревни 1 января 1973 года, а затем как городского посёлка (town) 1 января 1980 года. 1 января 2019 года Бомонт стал городом.
Население города Бомонт по данным муниципальной переписи 2019 года составляет 19 236 человек что означает рост на 2,2% по сравнению с числом в 18829 жителей по данным муниципальной переписи 2018 года .
В Бомонте регулярно проходит фестиваль Beaumont Blues & Roots (BBRF).